# Gramática de precedencia simple
Una gramática de precedencia simple es un tipo de Gramática libre de contexto que puede ser reconocida por un Analizador sintáctico de precedencia simple.

## Definición formal
G = (N, Σ, P, S) es una gramática de precedencia simple si todas las producciones en P tienen las siguientes características:
- No hay reglas borradoras (producciones ε)
- No hay reglas inútiles (símbolos inalcanzables o reglas improductivas)
- Para cada par de símbolosX, Y (X, Y {\displaystyle \in } (N ∪ Σ)) sólo hay una Relación de precedencia Wirth-Weber.
- G es unívocamente inversible, es decir, no tiene dos reglas con el mismo lado derecho

## Ejemplo 1
{\displaystyle S\to aSSb}
{\displaystyle S\to c}
tabla de precedencia:
|   | S                          | a                         | b                          | c                         |
| S | {\displaystyle {\dot {=}}} | {\displaystyle \lessdot } | {\displaystyle {\dot {=}}} | {\displaystyle \lessdot } |
| a | {\displaystyle {\dot {=}}} | {\displaystyle \lessdot } |                            | {\displaystyle \lessdot } |
| b | {\displaystyle \gtrdot }   | {\displaystyle \gtrdot }  | {\displaystyle \gtrdot }   | {\displaystyle \gtrdot }  |
| c | {\displaystyle \gtrdot }   | {\displaystyle \gtrdot }  | {\displaystyle \gtrdot }   | {\displaystyle \gtrdot }  |

- Datos: Q7520820